# (2950) Rousseau
(2950) Rousseau ist ein Asteroid des Hauptgürtels, der am 9. November 1974 vom Schweizer Astronomen Paul Wild, vom Observatorium Zimmerwald der Universität Bern aus, entdeckt wurde.
Der Asteroid ist nach dem französischen Schriftsteller und Philosophen Jean-Jacques Rousseau (1712–1778) benannt.